# Најмање угрожени таксон
Најмање угрожени таксон је врста коју је Међународна унија за заштиту природе (IUCN) проценила и категорисала као врсту која није у фокусу заштите дивљих животиња јер је та специфична врста и даље бројна у дивљини. Они се не квалификују као угрожени, скоро угрожени или (пре 2001. године) зависни од заштите.
Врсте не могу бити додељене категорији „најмање угрожени таксон“ осим ако им није процењен статус популације. То јест, потребне су адекватне информације да би се направила директна или индиректна процена ризика од изумирања на основу њене распрострањености или статуса популације.

## Евалуација
Од 2001. године категорија има скраћеницу „LC“, према "IUCN 2001 Categories & Criteria" (верзија 3.1). Пре 2001. године „најмање угрожени таксон“ је била подкатегорија категорије „нижи ризик “ и додељивала јој се шифра „LR/lc“ или "lc". Око 20% најмање угрожених таксона (3.261 од 15.636) у бази података IUCN-а и даље користи код „LR/lc“, што указује да нису поново процењени од 2000. године.

## Број врста
Иако IUCN не сматра категорију „најмање угрожени таксон“ црвеном листом, црвена листа IUCN-а из 2006. године и даље додељује ту категорију за 15.636 таксона. Број животињских врста наведених у овој категорији износи укупно 14.033 (што укључује неколико неописаних врста као што је жаба из рода Philautus  ). Такође је наведено 101 животињских подврста и 1.500 биљних таксона (1.410 врста, 55 подврста и 35 варијетета). Ниједна гљива или протиста нема ту класификацију, иако је IUCN проценио само четири врсте у тим царствима. Људи су формално процењени као врста која изазива најмање забринутост 2008. године.